# Trace Arena
Trace Arena – stadion piłkarski w Starej Zagorze, w Bułgarii. Obiekt może pomieścić 3500 widzów. Swoje spotkania na stadionie rozgrywają piłkarze klubu Wereja Stara Zagora.
5 lipca 2018 roku na stadionie rozegrano mecz o Superpuchar Bułgarii (Łudogorec Razgrad – Sławia Sofia 1:0). Na obiekcie odbywały się również spotkania młodzieżowych reprezentacji narodowych.